# Tjekkiets geografi
Tjekkiet ligger placeret midt i Centraleuropa, og grænser til Østrig i syd, Tyskland i vest og nordvest, Polen i nord og nordøst og Slovakiet i sydøst. Landet har et varieret landskab, og er hovedsageligt inddelt i de to områder Bøhmen og Mæhren. Bøhmen i vest er et område, som bliver drænet af floderne Labe (Elbe på tysk) og Vltava (Moldau på tysk), og er omringet af stort set lave bjerge som Sudeterne. Krkonoše er en del af Sudeterne, og her findes det højeste punkt i landet, Sněžka på 1.602 meter. Mæhren, den østlige del, er også forholdsvis rigt på åse og bliver hovedsageligt drænet af floden Morava, men floden Odra (Oder på tysk) har også sit udspring her. Vandet fra Tjekkiet løber ud i tre forskellige have: Nordsøen (Elbe), Østersøen (Oder) og Sortehavet (Morava via Donau). 
Tjekkiet har også en 30.000 m² eksklave midt i Hamborgs havn i Tyskland. Denne blev givet til Tjekkoslovakiet ved artikel 364 i Versailles-traktaten for at give landet, som er omgivet af land, et sted at transportere varer til med floderne og videre ud på havgående skibe. Dette område vil blive givet tilbage til Tyskland i 2018. 

## Klima
Bjergområderne, som omgiver det meste af Tjekkiet, skærmer landet godt mod vinterkulden fra Rusland i øst. Alligevel er landet forholdsvis koldt om vinteren, særligt i de højereliggende områder. Nedbøren falder stort set som sne fra november til marts, men af og til både tidligere om efteråret og senere om foråret. Snedækket gennem vinteren kommer og forsvinder lidt hurtigere end for eksempel i de centrale områder af Polen. Om foråret bliver det hurtigt varmere, og i maj begynder der at blive gode temperaturer om eftermiddagen. Vejret om sommeren er ofte afhængigt af, hvor man er i forhold til bjergene. Der udvikler sig ganske ofte tordenvejr nær bjergene. Tordenbygerne flytter østover og giver kraftige regnbyger enkelte steder, mens andre steder får tørt og fint vejr. I det store og hele er sommeren solrig de fleste steder. Ofte strømmer luften ned fra bjergsiderne mod Brno, og det giver temperaturer, som gennemsnitligt er 4 °C højere end i Prag om sommeren. Indimellem kan hedebølger drive temperaturerne over 30 °C, og de fleste steder har temperaturmaksima over 35 °C. Når luften stabiliserer sig i efteråret, kan man ofte få længere perioder med klart og roligt vejr flere dage i træk. 
Prag i vest har en årlig nedbørsnormal på 411 mm, mens Brno har en normal på 546 mm.

## Geografiske yderpunkter
- Nord: Severní, del af Lobendava i Ústí nad Labem (51°03′20″N 14°18′53″Ø / 51.05556°N 14.31472°Ø)
- Syd: Studánky, del af Vyšší Brod i Sydbøhmen (48°33′09″N 14°19′59″Ø / 48.55250°N 14.33306°Ø)
- Vest: Krásná nær Aš i Karlovy Vary (50°15′07″N 12°05′29″Ø / 50.25194°N 12.09139°Ø)
- Øst: Bukovec i Mæhren-Schlesien (49°33′01″N 18°51′32″Ø / 49.55028°N 18.85889°Ø)

laveste punkt:
- Elben 115 m

højeste punkt:
- Sněžka 1.602 m

## Miljø
Naturfarer:
Oversvømmelse
Miljøaftaler:

Involverede i aftaler som omhandler:
Luftforurening, Antarktis-aftalen, biologisk mangfoldighed, klimaændringer, Kyoto-aftalen, udrydningstruede dyrearter, miljømodificering, miljøfarlig affald, havret, forbud mod atomprøvesprængninger, værn af ozonlaget, skibsforurening, vådmarksområder

underskrevet, men ikke stadfestet:
Luftforurening (persistent organisk stof), Miljøværnsprotokol for Antarktis. 